# Luis La Puerta
Luis La Puerta foi um político e Presidente do Peru de 7 de Janeiro de 1879 a 8 de Janeiro de 1879.

## Vida
Participou de todas as guerras e revoluções do início da República; foi ministro da Guerra e da Marinha em 1855, candidato à presidência em 1862, presidente do Conselho de Ministros em 1867 sob o primeiro governo constitucional de Mariano Ignacio Prado e, como tal, esteve temporariamente à frente do governo em Lima, quando Prado foi para o sul enfrentar a revolução que eclodiu em Arequipa, de outubro de 1867 a janeiro de 1868. Quando Prado retornou a Lima e renunciou à presidência, La Puerta a assumiu por apenas alguns dias, de 5 a 8 de janeiro de 1868.
Em 1876 foi eleito primeiro vice-presidente do segundo governo constitucional de Prado, e a história se repetiu: desta vez Prado foi para o sul no início da Guerra do Pacífico, deixando La Puerta no comando interino em Lima, de maio a novembro de 1879. Quando Prado foi para o exterior, no final daquele ano, La Puerta o sucedeu na presidência, mas ele foi derrubado dias depois por Nicolás de Piérola; Ficou no poder apenas por quatro dias, de 18 a 23 de dezembro de 1879.